# Bandolier
Bandolier (с англ. — «Патронташ») — пятый студийный альбом валлийской хард-рок-группы Budgie, выпущенный в сентябре 1975 года на лейбле MCA Records. В США Bandolier распространялся через A&M Records. Альбом достиг 36 места в британском чарте и в 1976 году стал золотым.

## Об альбоме
Песня «I Ain't No Mountain» является кавер-версией песни Энди Фэйрвезера-Ло. Оригинальная композиция была выпущена на его альбоме 1974 года Spider Jiving. Также она стала единственной песней с Bandolier, изданной в качестве сингла. На обратную сторону была помещена собственная песня группы «Honey», написанная Борджем и Шелли. «Honey» позже вошла в переиздание альбома в качестве бонус-трека.
Песня «I Can’t See My Feelings» была переиграна Iron Maiden для би-сайда их сингла «From Here to Eternity», выпущенного в 1992 году.

## Список композиций
Все композиции написаны Тони Борджем и Барком Шелли, кроме отмеченных.
1. «Breaking All the House Rules» (7:23)
2. «Slipaway» (4:02)
3. «Who Do You Want for Your Love?» (6:09)
4. «I Can't See My Feelings» (5:54)
5. «I Ain't No Mountain» (3:36) (Энди Фэйрвезер-Ло)
6. «Napoleon Bona» (7:15)
  1. «Napoleon Bona-Part 1»
  2. «Napoleon Bona-Part 2»

### Бонус-треки на переиздании
1. # «Honey»  (би-сайд сингла «I Ain't No Mountain»)
2. «Breaking All the House Rules» (Live 1980)
3. «Napoleon Bona-Parts 1 & 2» (Live 1980)
4. «Who Do You Want for Your Love» (Live 1975)

## Участники записи
- Барк Шелли — вокал, бас-гитара
- Тони Бордж — гитара
- Стив Уильямс — ударные